# Défendre les indéfendables
Défendre les indéfendables est un livre de Walter Block publié en 1976. Les femmes et les hommes que défend ce livre sont en général considérés comme infâmes, et les fonctions qu'ils exercent comme nuisibles (proxénètes, trafiquants de drogues, maîtres-chanteurs, policiers corrompus, etc.).
Friedrich Hayek a écrit à propos de ce livre : « La lecture de Défendre les indéfendables m'a donné l'impression d'être de nouveau soumis à la thérapie de choc par laquelle, il y a plus de cinquante ans, Ludwig von Mises m'a converti à une position cohérente en faveur du marché libre. […] Certains trouveront peut-être le remède trop fort, mais il leur fera du bien même s'ils ont de la difficulté à l'avaler. »